# Wydział Ekonomii i Zarządzania Politechniki Opolskiej
Wydział Ekonomii i Zarządzania Politechniki Opolskiej – jeden z 6 wydziałów Politechniki Opolskiej powstały w 2010 w wyniku reorganizacji Wydziału Zarządzania i Inżynierii Produkcji poprzez wyodrębnienie z jego struktur Instytutu Innowacyjności Procesów i Produktów, który połączył się z Wydziałem  Edukacji Technicznej i Informatycznej tworząc Wydziału Inżynierii Produkcji i Logistyki. Kształci studentów na trzech podstawowych kierunkach, na studiach stacjonarnych oraz niestacjonarnych.
Wydział Ekonomii i Zarządzania jest jednostką interdyscyplinarną. W jego ramach znajdują się 3 katedr. Aktualnie zatrudnionych jest 60 pracowników badawczo-dydaktycznych, w tym: 8 profesorów zwyczajnych, 14 profesorów nadzwyczajnych z habilitacją, 35 adiunktów z tytułem naukowym doktora i 3 asystentów z tytułem magistra
Wydział ma prawo do nadawania wyłącznie tytułów zawodowych: licencjata, inżyniera i magistra.

## Historia
Początki wydziału związane są z uruchomieniem w 1992 roku na Wydziale Mechanicznym Wyższej Szkoły Inżynierskiej w Opolu nowej specjalności o nazwie zarządzanie na kierunku mechanika. Prowadzenie tej specjalizacji powierzono nowo utworzonemu Studium Zarządzania.
1 września 1993 roku Minister Edukacji Narodowej zatwierdził przekształcenie Studium w międzywydziałowy Instytut Zarządzania. Od roku akademicki 1993/1994 rozpoczął on kształcić studentów na kierunku zarządzanie (studia inżynierskie). Następnie od roku akademickiego 1995/1996 uruchomiono jednolite studia magisterskie na kierunku zarządzanie i marketing.
Przełomowym wydarzeniem było przekształcenie w 1999 roku dotychczasowego Instytutu w Wydział Zarządzania i Inżynierii. Nowy wydział prowadził dwa kierunki studiów: zarządzanie i marketing oraz zarządzanie i inżynierię produkcji (drugie kierunek oferował wyłącznie studia inżynierskie). Od roku akademickiego 2004/2005 powstał trzeci kierunek studiów – europeistyka (od 2007/2008 również studia magisterskie). Czwartym kierunkiem studiów licencjackich uruchomionym od roku akademickiego 2008/2009 była administracja.
1 października 2010 roku dokonano podziału Wydziału Zarządzania i Inżynierii Produkcji na Wydział Inżynierii Produkcji i Logistyki  oraz Wydział Zarządzania, który z dniem 1 września 2011 roku przyjął nazwę – Wydział Ekonomii i Zarządzania. W tym samym roku uruchomił on studia na kierunku ekonomia.

## Władze (2020-2024)
- Dziekan: dr inż. Marzena Szewczuk-Stępień
- Prodziekan ds. organizacyjnych: dr inż. Małgorzata Adamska
- Prodziekan ds. dydaktyki: dr Piotr Zamelski

## Poczet dziekanów
Studium Zarządzania
- 1992-1993: prof. dr hab. Rudolf Kośmider – ekonomista (teoria ekonomii)

Instytut Zarządzania
- 1993-1999: prof. dr hab. Rudolf Kośmider – ekonomista (teoria ekonomii)
- 1999-1999: dr Agata Zagórowska

Wydział Zarządzania i Inżynierii Produkcji
- 1999-2000: prof. dr hab. Rudolf Kośmider – ekonomista (teoria ekonomii)
- 2000-2005: dr hab. Agata Zagórowska, prof.PO – ekonomistka (mikroekonomia)
- 2005-2010: dr hab. Krzysztof Malik, prof. PO – ekonomista (ekonomia środowiska)

Wydział Ekonomii i Zarządzania
- 2010-2012: dr hab. Krzysztof Malik, prof. PO – ekonomista (ekonomia środowiska)
- 2012-2016: dr hab. inż. Joachim Foltys, prof. PO – ekonomista (ekonomika i organizacja produkcji)
- 2016-2020: dr hab. inż. Janusz Wielki, prof. PO[5]
- od 2020 r.: dr inż. Marzena Szewczuk-Stępień[6]

## Kierunki kształcenia
Wydział Ekonomii i Zarządzania Politechniki Opolskiej prowadzi następujące kierunki studiów pierwszego stopnia w trybie dziennym i zaocznym, które trwają odpowiednio 6 i 7 semestrów i kończą się uzyskaniem tytułu zawodowego licencjata. Do wyboru są następujące kierunki
- - administracja
  - ekonomia
  - zarządzanie

Po ukończeniu studiów pierwszego stopnia, ich absolwenci mogą kontynuować dalsze kształcenie w ramach studiów magisterskich uzupełniających (drugiego stopnia) na następujących kierunkach i specjalnościach w trybie dziennym i zaocznym, które trwają 4 semestry i kończą się zdobyciem tytułu magistra. Do  są następujące kierunki i specjalności:
- ekonomia
  - ekonomia menadżerska
  - ekonomia społeczna
  - zarządzanie i ekonomia regionu
  - prawo w biznesie
- zarządzanie
  - zarządzanie przedsiębiorstwem
  - zarządzanie kapitałem ludzkim
  - marketing menedżerski

Wydział oferuje także następujące kierunki studiów podyplomowych:
- zarządzanie w przedsiębiortsiwe dla inżynierów
- holistyczna zarządzanie kapitałem ludzkim
- biznes międzynarodowy: Unia Europejska – Chiny

## Struktura organizacyjna

### Katedra Organizacji i Zarządzania Przedsiębiorstwem
Kierownik: dr hab. inż. Joachim Foltys, prof. PO
Samodzielni pracownicy naukowi:
- prof. dr hab. Viera Markova
- prof. dr hab. Zygfryd Bonawentura Smolka
- dr hab. Ludmiła Sadovnicova, prof. PO
- dr hab. Mariusz Zieliński, prof. PO
- dr hab. Inessa Sytnik, prof. PO

### Katedra Ekonomii, Finansów i Badań Regionalnych
Kierownik: prof. dr hab. Krzysztof Malik
Samodzielni pracownicy naukowi:
- prof. dr hab. Irena Pyka
- dr hab. inż. Vojtech Malátek, prof. PO
- dr hab. inż. Marcin Łuszczyk, prof. PO

### Katedra Prawa Gospodarczego
Kierownik: dr Anna Bohdan (p.o. kierownika)

### Katedra Polityki Regionalnej
Kierownik: dr hab. Brygida Solga, prof. PO
Samodzielni pracownicy naukowi:
- prof. zw. dr hab. Krystian Heffner
- prof. dr hab. Robert Rauziński

### Katedra E-biznesu i Gospodarki Elektronicznej
Kierownik: dr hab. inż. Janusz Wielki, prof. PO
Samodzielni pracownicy naukowi:
- dr hab. Jolanta Staszewska, prof. PO

### Katedra Międzynarodowych Stosunków Gospodarczych
Kierownik: dr hab. Maria Bernat, prof. PO

### Katedra Międzynarodowych Stosunków Społecznych
Kierownik:  dr hab. Leszek Karczewski, prof. PO
Samodzielni pracownicy naukowi:
- prof. dr hab. Wanda Musialik
- dr hab. Maria Kalczyńska, prof. PO

### Katedra Własności Intelektualnej, Prawa Administracyjnego i Europejskiego
Kierownik:  dr Monika Haczkowska (p.o. kierownika)
Samodzielni pracownicy naukowi:
- prof. dr hab. Volodymyr Kuryło

## Adres
Wydział Ekonomii i Zarządzania
Politechniki Opolskiej
ul. Luboszycka 7
45-036 Opole